# Inocencio Mamani
Inocencio Mamani Mamani (* 2. Dezember 1904 in Puno, Peru; † 1990 in Arequipa, Peru) war ein peruanischer Dramatiker, Dichter und Bergsteiger, der auf Puno-Quechua schrieb. Er gilt als erster Quechua-Autor, der seine Dramen zu aktuellen Themen und in moderner, volkstümlicher Quechua-Sprache schrieb.

## Leben
Inocencio Mamani wuchs in Mañazo auf, dem Viertel der Fleischer in Puno. Er arbeitete in seiner Kindheit als Melker und Schweinehirt. Später arbeitete er im Hafen von Puno und auf Schiffen auf dem Titicaca-See. Im Gegensatz zu den meisten seiner Gefährten ging er zur Schule: zunächst ans Colegio La Inmaculada und dann ans Seminario de Puno. Nach Beendigung seiner Schulausbildung gründete er mit einigen Freunden in Puno eine Theatergruppe, die einige Stücke aufführte, darunter das Quechua-Drama Ccore Chchuspe (Qurich’uspi, „Goldene Fliege“, Titel nach dem Namen einer der Hauptpersonen), verfasst 1915 vom katholischen Priester Nemesio Zúñiga Cazorla aus Cusco (veröffentlicht von César Itier 1995), das – ähnlich wie die meisten damaligen Theaterstücke auf Quechua – in der Zeit der Inka angesiedelt war.
Wahrscheinlich 1926 verfasste Inocencio Mamani in volkstümlichem Puno-Quechua sein erstes eigenes Drama, Sapan Churi (Einziger Sohn), das in Arequipa uraufgeführt wurde. Im Gegensatz zu den Quechua-Dramen von Zúñiga und einigen anderen Mestizen aus Cusco waren die Personen in Mamanis Werk einfache Leute aus der aktuellen Welt, im Falle von Sapan Churi ein Junge aus Mamanis Heimatviertel Mañazo, der zur Schule gehen will, was ihm die Priester aber nicht erlauben wollen. 1927 schuf Mamani die romantische Komödie Tucuipac munashcan (Tukuypaq munasqan, „Von allen begehrt“).
In den Jahren von 1927 bis 1932 arbeitete Mamani mit Gamaliel Churata zusammen, dem Direktor der Stadtbücherei von Puno, und traf sich regelmäßig in dessen Wohnung mit ihm und anderen Literaten in einer Gruppe, die sich Grupo Orkopata nannte. Churata und sein Bruder Ántero Peralta waren zu der Zeit Herausgeber der Literaturzeitschrift Boletín Titikaka, die von 1926 bis 1930 erschien. Mamani veröffentlichte seine ersten Gedichte auf Quechua im Boletín Titikaka im Februar 1928. In der letzten Ausgabe der Zeitschrift erschienen dreisprachig (Quechua, Aymara und Spanisch) die „Drei Gedichte 1930“ (Tres Poemas 1930) von Inocencio Mamani, Eustaquio Rodríguez Aweranka und Manuel Zúñiga Camacho Alca (auch Allqa) zum Gedenken an José Carlos Mariátegui, der am 16. April 1930 gestorben war. Der Boletín Titikaka machte regelmäßig für Mamanis quechuasprachige Theateraufführungen Werbung, doch wurden die quechuasprachigen Manuskripte nie veröffentlicht. 1932 emigrierte Churata angesichts der Repression unter der Militärdiktatur von Luis Miguel Sánchez Cerro nach Bolivien, und die Gruppe Orkopata löste sich auf. Erst in den 1940er Jahren erschienen wieder einige Quechua-Gedichte von Inocencio Mamani, und zwar in der Zeitschrift des Instituto Americano de Arte in Puno. Danach gab es von Mamani keine literarischen Veröffentlichungen mehr.
In den 1950er Jahren lebte Inocencio Mamani in Arequipa und Huancayo, wo er als Bergführer bei Expeditionen in die hohen Anden arbeitete und einige Erstbesteigungen von Gipfeln in der Bergkette von Huaytapallana vornahm. Noch in den 1980er Jahren, im Alter von über achtzig, bestieg er unter anderem den Kunurana (Jonorana) in der Cordillera Vilcanota und den Vulkan Misti.

## Rezeption
José Carlos Mariátegui äußert in seinen „Sieben Aufsätzen zur Interpretation der peruanischen Wirklichkeit“ (Siete Ensayos de Interpretación de la Realidad Peruana, 1928):

„Die Schrift und Grammatik des Quechua sind in ihrem Ursprung spanisches Werk, und die Quechua-Texte gehören in Gänze zu zweisprachigen Literaten wie El Lunarejo, bis zum Erscheinen von Inocencio Mamani, dem jungen Autor von Tucuípac Munashcan. Die spanische Sprache, mehr oder weniger amerikanisiert, ist die Literatursprache und das intellektuelle Werkzeug dieser Nationalität, die ihre Arbeit der Definition noch nicht abgeschlossen hat.“

## Werke

### Unveröffentlichte Dramen auf Quechua (Originale verschollen)
- 1926: Sapan Churi („Einziger Sohn“)
- 1927: Tucuipac munashcan (in aktueller Rechtschreibung, Südliches Quechua: Tukuypaq munasqan, „Von allen begehrt“)
- (ohne Datum:) Casarasunchis („Lasst uns heiraten“)

### Drama auf Spanisch (Original)
- (ohne Datum:) Corazón mentiroso (auch: Amor traicionero, „Lügenhaftes Herz“ oder „Verräterische Liebe“)

### Veröffentlichungen von Übersetzungen ins Spanische
- 1989: Sapan Churi, Tucuipac munashcan, in: Domingo Huamán Peñaloza (1989), El teatro de Inocencio Mamani. Lima: Consejo Nacional de Ciencia y Tecnología.

### Einziges erhaltenes Fragment aus einem Drama im Quechua-Original
- 1989: Textfragment von Casarasunchis, in: Domingo Huamán Peñaloza (1989), El teatro de Inocencio Mamani. Lima: Consejo Nacional de Ciencia y Tecnología, pp. 118–133.

### Gedichte auf Quechua
- 1928. Teofanoj qutimunja (Teofano kutimunqa, „Teófano wird zurückkehren“). Boletín Editorial Titikaka, Februar 1928, S. 2.
- 1929: Lekechuqunas (Liq'ichukuna, „Andenkiebitze“). Boletín Titikaka 27 (Februar 1929), S. 1.
- 1930 (mit Aweranka und Camacho Allqa): Tres poemas vernaculares en la muerte de Mariátegui. Boletín Titikaka 34, S. 4.
- 1948: Taky (Taki, „Gesang“). Revista del Instituto Americano de Arte 1 (November 1948), S. 59.
- 1949: Mañaso Majjtta (Mañasu Maqt'a, „Junge aus Mañazo“). Suplemento de la Revista del Instituto Americano de Arte 2 (November 1949), S. 10.